# Túmulo funerario de los atenienses
El Túmulo funerario de los atenienses es un antiguo túmulo funerario situado en la zona de  Maratón, en el actual municipio de Marathónakos, Grecia. Se construyó en el año 490 a. C., para enterrar en el lugar de sus tumbas a los 192 soldados atenienses muertos en la batalla de Maratón. La importancia de la ubicación de la tumba ateniense deriva de una afirmación de Pausanias según la cual los atenienses caídos fueron enterrados «en el mismo lugar».

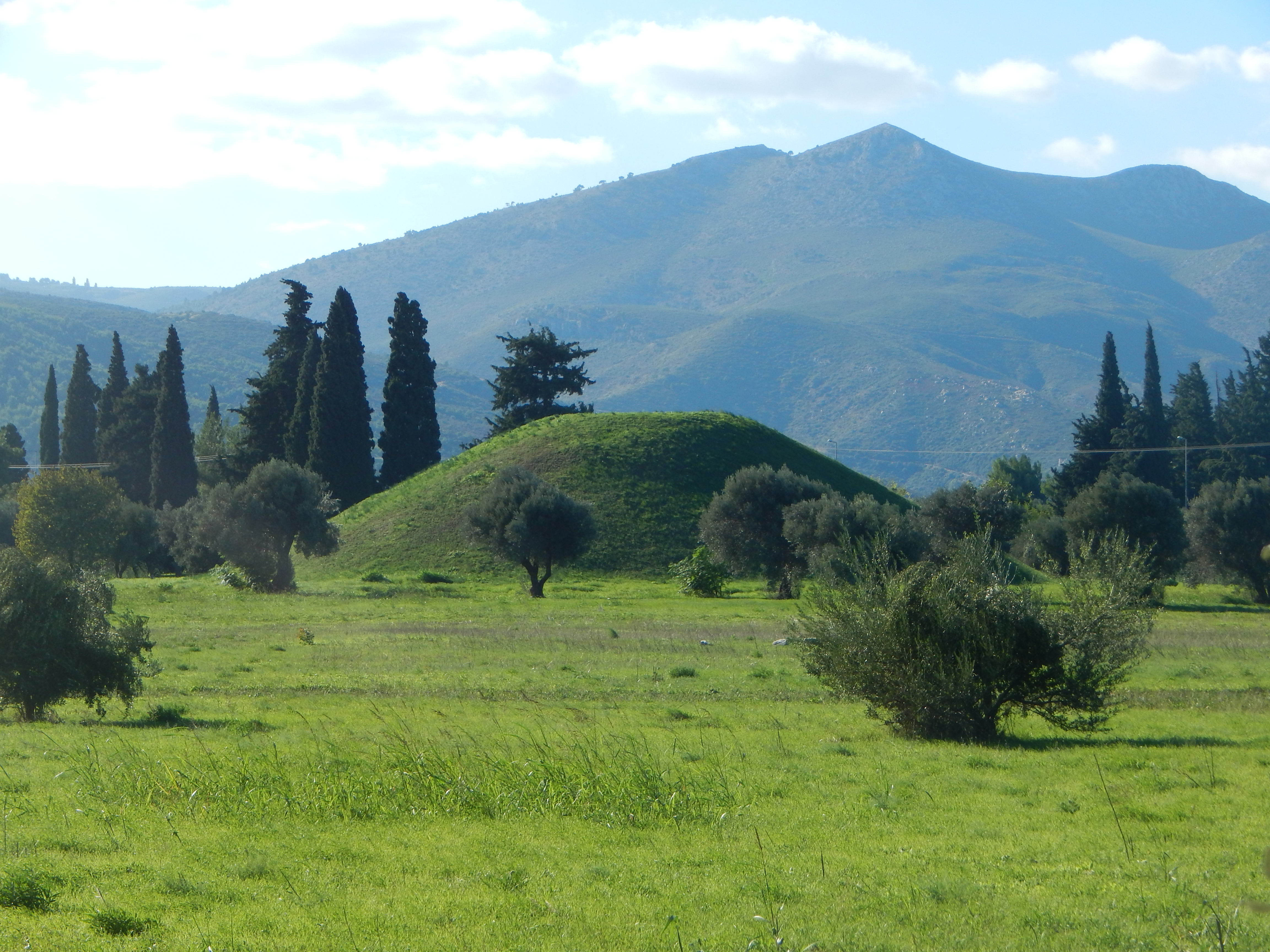
Túmulo.

El túmulo se encuentra en la antigua llanura de Maratón, al oeste del pueblo de Ágios Panteleímonas. La tumba se colocó excepcionalmente como monumento conmemorativo en el lugar de la batalla, ya que los caídos solían ser enterrados en sus ciudades de origen. Heinrich Schliemann intentó encontrar el túmulo. Las primeras excavaciones arqueológicas las realizó Dimítrios Fílios en 1884, y Valérios Stáis excavó entre 1890 y 1891.
La altura del túmulo es de unos 9 m y su diámetro de unos 50 m. En griego moderno, el túmulo también se conoce como Sorós (Σορός), ‘Ataúd’. Las excavaciones han revelado restos de huesos incinerados y muestras de alimentos en la tumba. Allí se hacían sacrificios todos los años para conmemorar a los héroes. Cerca del túmulo hay una estatua moderna de Milcíades el Joven, que lideró a los griegos en la batalla.
Otro montículo asociado a la misma batalla es el Túmulo de los plateos, a unos 2,7 kilómetros al oeste.